# Säntis
Der Säntis ist mit 2501,9 m ü. M. der höchste Berg im Alpstein (Ostschweiz). Durch die exponierte, nördlich vorgelagerte Lage des Alpsteins ist der Berg eine von weither sichtbare Landmarke. So gibt es beispielsweise im Schwarzwald oder auf der Schwäbischen Alb Häuser mit dem Namen Säntisblick. Der Säntisgipfel ermöglicht einen Blick gen sechs Länder: Schweiz, Deutschland, Österreich, Liechtenstein, Italien und Frankreich.

## Geographie
Der Säntis steht in den nordwestlichen Alpen (Appenzeller Alpen) im Alpstein, knapp zehn Kilometer (Luftlinie) südsüdwestlich von Appenzell. Auf dem Säntis treffen drei Kantone zusammen, Appenzell Ausserrhoden (Gemeinde Hundwil), Appenzell Innerrhoden (Bezirk Schwende-Rüte) und St. Gallen (Gemeinde Wildhaus-Alt St. Johann im Toggenburg). Obwohl sein Gipfel nur 2502 m über dem Meer liegt, steht er durch die tiefe Abtrennung der Appenzeller Alpen nach seiner Schartenhöhe von 2015 m an dreizehnter Stelle in den Alpen und auf Rang 29 in Europa.

## Klima

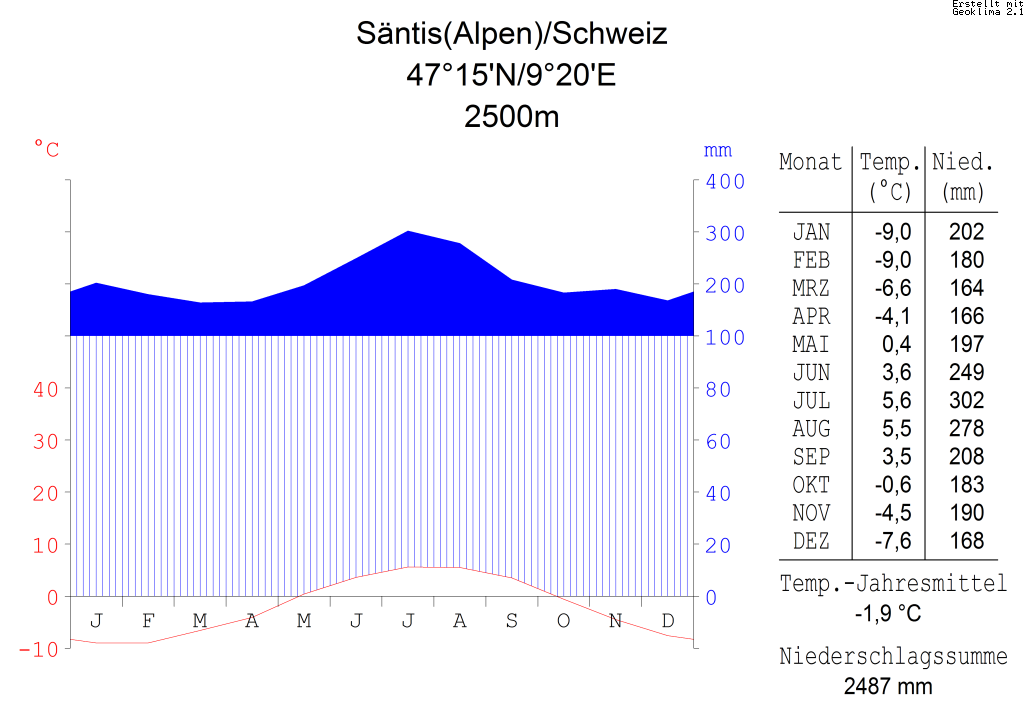
Klimadiagramm Säntis. MeteoSchweiz, Normalperiode 1961–1990

Die exponierte Lage des Säntis sorgt für extreme Wetterbedingungen. Die mittlere Temperatur beträgt −1,9 °C; mit einem Jahresmittel von 2837 mm Niederschlägen ist der Säntis der «nässeste Ort» der Schweiz. Die tiefste jemals gemessene Temperatur war −32 °C im Januar 1905, die höchste 21,0 °C am 26. Juni 2019. Die höchste Tagessumme der Niederschläge betrug 180 mm im Juni 1910. Die höchste Niederschlagsmenge in einer Stunde wurde mit 81,9 mm im Juli 1991 gemessen. Während des Orkans Lothar am 26. Dezember 1999 wurde eine Rekord-Windgeschwindigkeit von 230 km/h gemessen. Am 21. und 23. April 1999 wurde unterhalb des Gipfels im nördlichen Schneefeld des Bergs mit 816 cm die höchste je in der Schweiz erfasste Schneehöhe gemessen. Mit Schnee muss in allen Monaten gerechnet werden: So lag etwa im August 1995 ein Meter Schnee. Jährlich wird der Säntis von etwa 400 Blitzen getroffen. Vom Sommer 2010 bis etwa Juni 2011 wurden ungefähr 50 Blitzeinschläge in den Sendeturm registriert.
Für die Normalperiode 1991–2020 beträgt die Jahresmitteltemperatur −0,7 °C, wobei im Februar mit −7,5 °C die kältesten und im August mit 6,8 °C die wärmsten Monatsmitteltemperaturen gemessen werden. Im Mittel sind hier rund 238 Frosttage und 149 Eistage zu erwarten. Pro Jahr gibt es auf dem Säntis 1003 cm Neuschnee, wobei es im Dezember am meisten (165 cm) und im August am wenigsten (12 cm) schneit. An 114 Tagen pro Jahr gibt es mindestens 1 cm Neuschnee, wobei die Monate März und Dezember die Monate mit den meisten Neuschneetagen sind (15,0 resp. 15,7 Tage). Es gibt keine Monate im Jahr mit durchschnittlich 0 Neuschneetagen. Am wenigsten Neuschneetage gibt es im August (1,7 Tage). An 285,7 Tagen im Jahr liegt auf dem Säntis durchschnittlich mehr als 1 cm Schnee. Sogar im August liegt durchschnittlich an 3,3 Tagen Schnee (Schneedecke > 0 cm). Die Messstation von MeteoSchweiz liegt auf einer Höhe von 2501 m ü. M.
|                        | Jan  | Feb   | Mär  | Apr  | Mai  | Jun  | Jul  | Aug  | Sep  | Okt  | Nov  | Dez  |   |       |
| Mittl. Temperatur (°C) | −6,8 | −7,5  | −5,6 | −3,0 | 1,0  | 4,5  | 6,4  | 6,8  | 3,6  | 1,1  | −3,3 | −5,9 | ⌀ | −0,7  |
| Mittl. Tagesmax. (°C)  | −4,1 | −4,8  | −3,3 | −1,0 | 3,2  | 6,9  | 9,2  | 9,6  | 6,2  | 3,7  | −0,7 | −3,2 | ⌀ | 1,8   |
| Mittl. Tagesmin. (°C)  | −9,3 | −10,0 | −8,0 | −5,3 | −1,3 | 2,1  | 4,0  | 4,5  | 1,3  | −1,3 | −5,7 | −8,4 | ⌀ | −3,1  |
|                        |      |       |      |      |      |      |      |      |      |      |      |      |   |       |
| Niederschlag (mm)      | 270  | 222   | 255  | 176  | 224  | 243  | 279  | 266  | 214  | 193  | 205  | 294  | Σ | 2841  |
|                        |      |       |      |      |      |      |      |      |      |      |      |      |   |       |
| Sonnenstunden (h/d)    | 4,1  | 4,7   | 5,0  | 5,4  | 5,3  | 5,3  | 5,4  | 5,5  | 5,3  | 5,2  | 3,9  | 3,6  | ⌀ | 4,9   |
|                        |      |       |      |      |      |      |      |      |      |      |      |      |   |       |
| Regentage (d)          | 12,7 | 12,3  | 14,4 | 12,8 | 15,1 | 16,1 | 16,5 | 15,8 | 13,4 | 11,6 | 12,3 | 14,9 | Σ | 167,9 |
|                        |      |       |      |      |      |      |      |      |      |      |      |      |   |       |
| Luftfeuchtigkeit (%)   | 66   | 68    | 74   | 79   | 83   | 85   | 85   | 82   | 79   | 72   | 71   | 69   | ⌀ | 76,1  |

| −9,3 |

| −10,0 |

| −8,0 |

| −5,3 |

| −1,3 |

| 2,1 |

| 4,0 |

| 4,5 |

| 1,3 |

| −1,3 |

| −5,7 |

| −8,4 |

| −9,3 |

| −10,0 |

| −8,0 |

| −5,3 |

| −1,3 |

| 2,1 |

| 4,0 |

| 4,5 |

| 1,3 |

| −1,3 |

| −5,7 |

| −8,4 |

## Geologie
Das Säntisgebirge (der Alpstein) gehört zu den helvetischen Decken. Begrenzt wird das Säntismassiv im Osten durch den Grabenbruch des St. Galler Rheintals, im Norden durch die Molassebildungen des Appenzellerlandes, auf welche die Säntisdecke aufgeschoben wurde, im Süden durch die Flyschbildungen der Wildhauser Mulde, während es sich gegen Westen in den Mattstock bei Weesen fortsetzt.
Die Gesteine des Säntis wurden im Mesozoikum in einem Flachmeer (Tethys) abgelagert und während der jüngeren Phase der Alpenfaltung im Tertiär nach Norden verfrachtet, wo sie auf die Molasse auffuhren und diese steil stellten (subalpine Molasse).
Die Schichtreihe umfasst im Säntisgebiet nur Gesteine aus der unteren und mittleren Kreidezeit. Vom Älteren zum Jüngeren treten folgende Schichten auf: Öhrlischichten, Valanginienmergel, Betliskalk, Pygurus-Schichten, Kieselkalk, Altmann-Schichten, Drusbergschichten, Schrattenkalk, Gault und die Seewerschichten.
Tektonisch lässt sich das Gebiet in drei Zonen einteilen:
1. Säntis-Zone: Sie reicht bis zur Linie Lisengrat-Widderalp und zeigt einen starren Faltenbau. Längsbrüche im Faltenscheitel, entlang denen der südliche Faltenschenkel vorgeschoben wurde, sind häufig. In dieser Zone herrschen spröde Kalksteine vor.
2. Rotsteinpasszone: Sie erstreckt sich als Zwischenzone vom Nordfuss des Wildhauser Schafberges bis zur Marwees. Hier zeigt sich die Wirkung der Schubkräfte am stärksten; mehrere Schuppen legten sich übereinander.
3. Altmann-Schafberg-Zone: Nördlich wird diese Zone durch Wildhauser Schafberg, Altmann, Hundstein und Alp Sigel begrenzt. Der hohe Anteil an Mergel führte hier zu einem plastischen, weit ausladenden Faltenstil, der im Osten sogar in liegende Deckfalten übergeht.

Die Faltenscharen werden von zahlreichen Querbrüchen zerhackt. Der mächtigste und eindrücklichste ist der Sax-Schwendi-Bruch, der das Massiv entlang einer Linie Saxerlücke – Bollenwees – Stifel – Bogartenlücke – Hüttentobel in einen westlichen und einen östlichen Teil trennt.
Die Formung der heutigen Oberfläche durch Verwitterung und Erosion fand verzögert statt, da das Gebirge noch während langer Zeit durch eine Hülle von Flyschgesteinen geschützt war. Die Wechsellagerung harter (kompetenter) Kalke und weicher (inkompetenter) Mergel zeigt sich in der Stufung der Hänge. Zudem spielt die Karstverwitterung eine wichtige Rolle.
Während der letzten Eiszeit (Würm) war das Gebiet stark vergletschert. Der Eisstrom des Rheingletschers reichte bis auf ca. 1400 m. ü. M. Zudem existierten zahlreiche Lokalgletscher. Es existieren noch die beiden Gletscher Blauschnee (nordöstlich des Gipfels) und Gross Schnee (südöstlich des Gipfels).

## Geschichte
Der Name Säntis ist seit dem 9. Jahrhundert schriftlich bezeugt, und zwar als Sambutinus ~ Sambatina ~ Sambiti. Abgeleitet ist er vom früh-rätoromanischen Eigennamen Sambatinus (der am Samstag Geborene), womit zunächst wohl eine am Berghang gelegene Alp bezeichnet wurde. Später wurde der Name auf den Gipfel übertragen und zu Semptis oder Sämptis eingedeutscht.
Der Säntis war in der Helvetischen Republik (1798 bis 1803) Namensgeber des Kantons Säntis.
Der Säntis gehört zu den schon früh bestiegenen Felsbergen, unter anderem zur Jagd. Der Benediktiner-Pater Desiderius Wetter (1702–1751) berichtet in seiner Chronik, dass am 14. Dezember 1680 zwei Geistliche und ein Naturforscher aus Zürich mit einem Führer aus Innerrhoden auf den Säntis stiegen, um einen Kometen mit Schweif möglichst auf grosser Höhe besichtigen zu können.

### Touristische Erschliessung

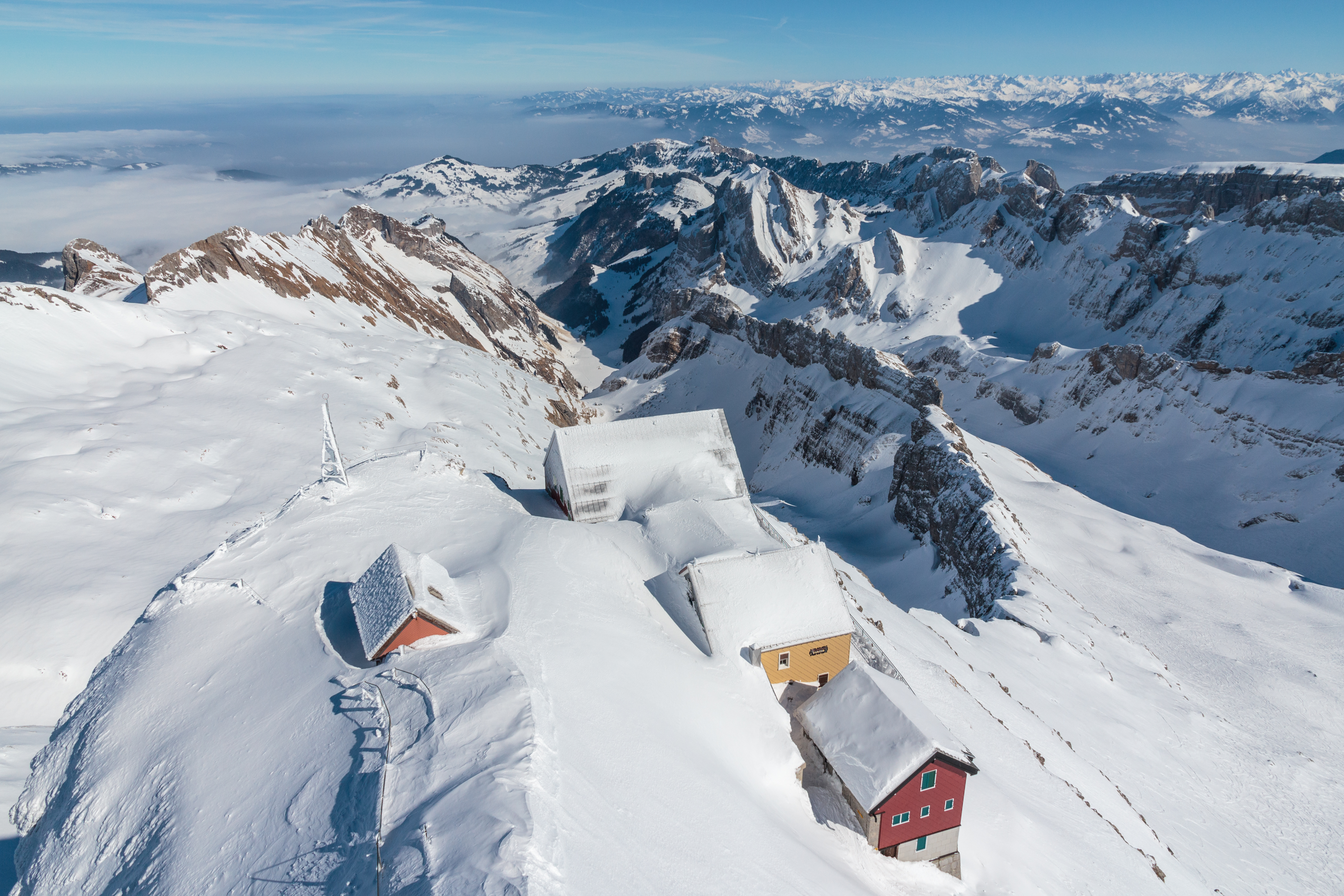
Berggasthaus Alter Säntis im Winter

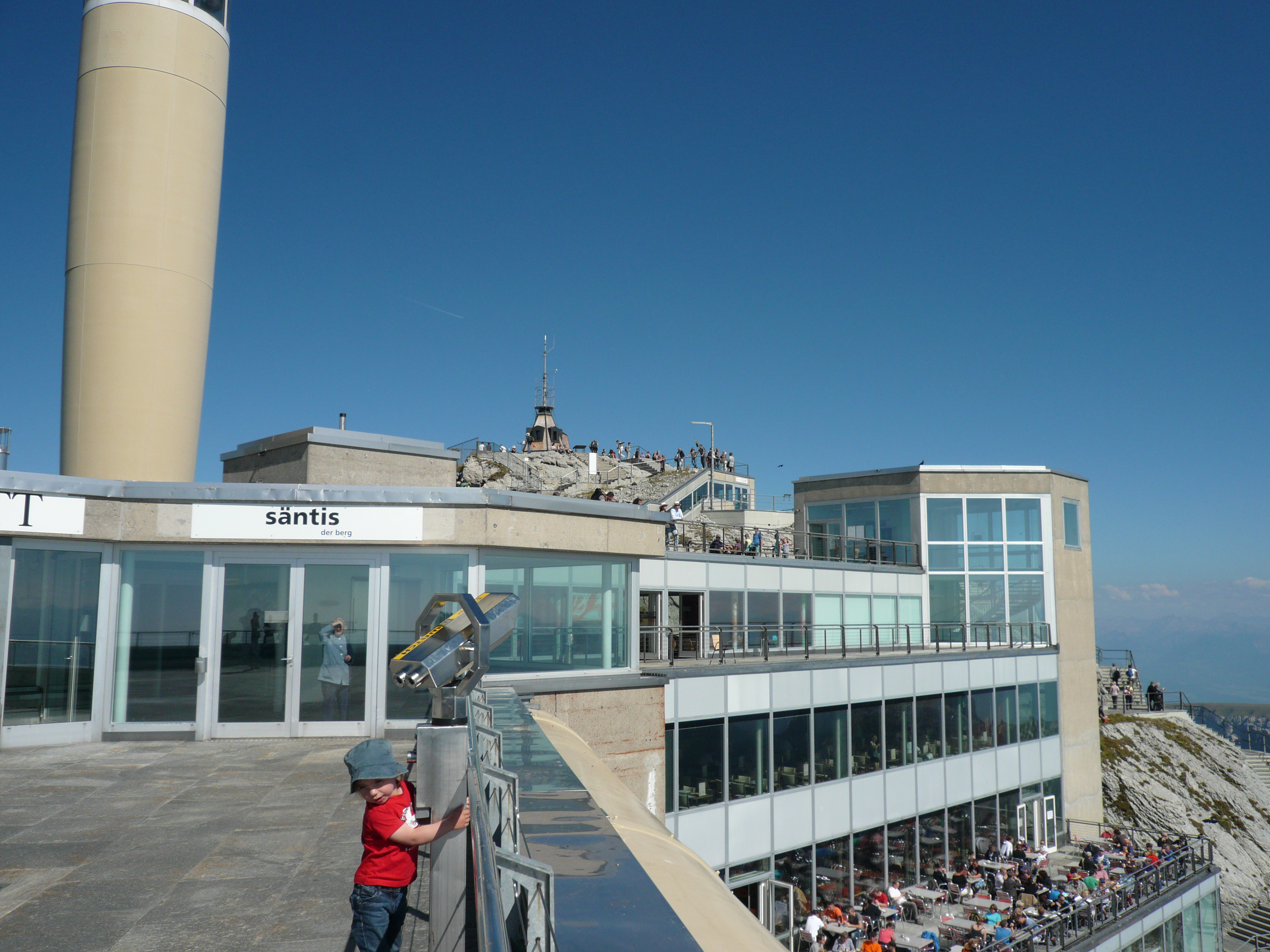
Auf dem Säntisgipfel

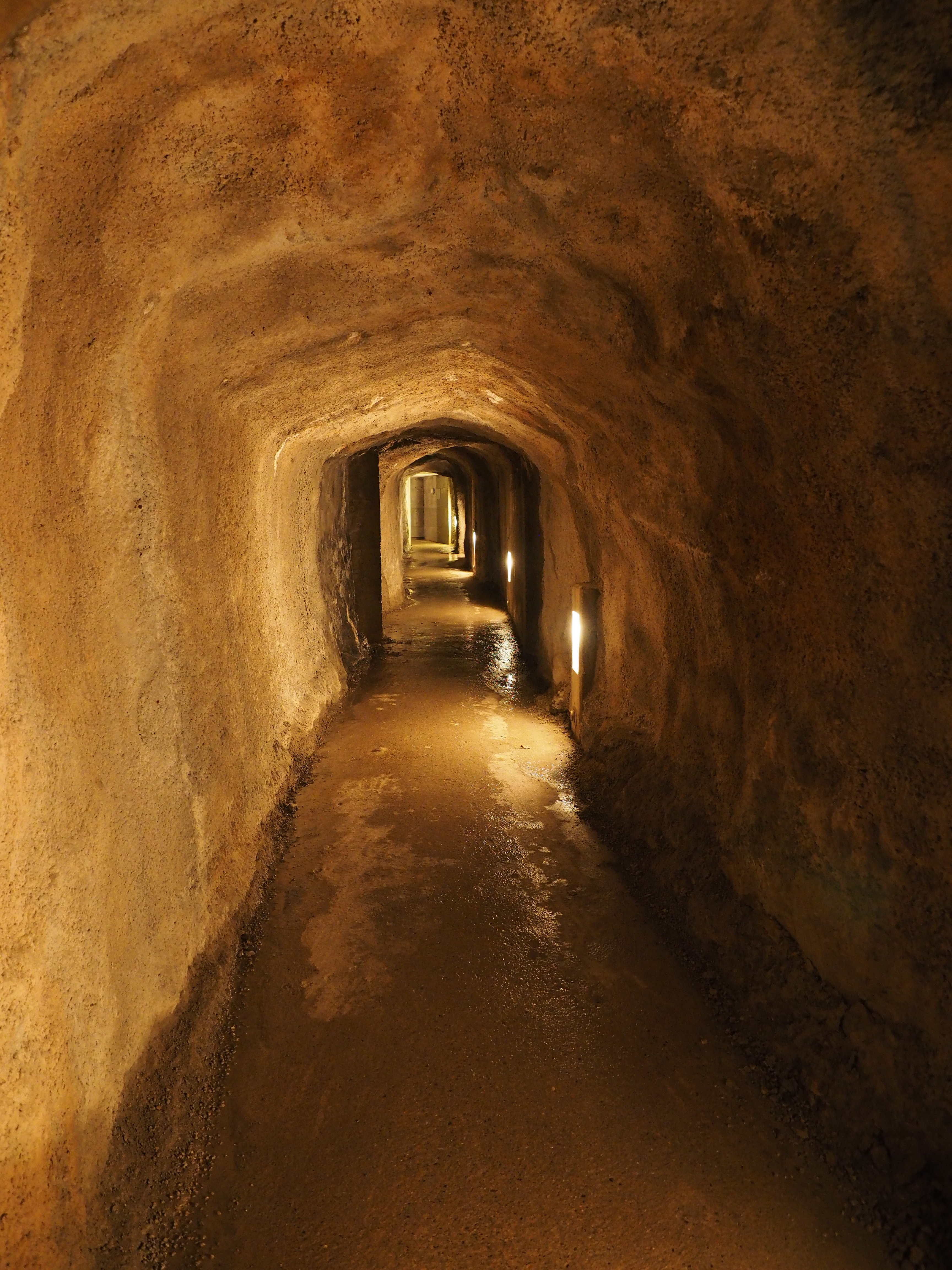
Tunnel zwischen Bergwegen und Gipfelbauten

1802 errichteten Bergfreunde auf dem Gipfel einen Steinmann (Kupferstich von Johann Baptist Isenring und Zeichnung des deutschen Romantikers Albert Weiler). 1842 wurde die erste Schutzhütte – eine Bretterbude mit Ausschank – nahe dem Säntisgipfel auf der windgeschützten Ostseite errichtet. Diese wurde bereits 1846 durch ein solides Gasthaus ersetzt. Um 1850 verpflegten sich dort bei schönem Wetter bereits bis zu hundert Gäste, darunter Richard Wagner. Ab 1882 bis zur Fertigstellung der Wetterwarte 1887 diente das Gasthaus dem Wetterwart als Unterkunft. Um 1900 erreichten bereits bis zu tausend Gäste pro Tag den Gipfel.
Der Berg ist gut erschlossen: Sein Gipfel ist seit 1935 per Luftseilbahn von der Schwägalp, durch Wanderwege von dort, von Wasserauen, Wildhaus, Unterwasser oder über andere Routen erreichbar.

### Triangulation
Der Säntis ist Triangulationspunkt erster Ordnung in den Fixpunktnetzen CH1840, CH1870 und CH1903. Bei den ersten Messungen wurden der Ingenieur Antoine-Joseph Buchwalder und sein Gehilfe am 4. Juli 1832 vom Blitz getroffen. Der Gehilfe starb noch am Unfallort. Buchwalder erreichte mit Mühe und unter grossen Schmerzen Alt St. Johann und konnte seine Arbeit erst im folgenden Jahr wieder aufnehmen.
1873 wurde der Steinmann von der SAC Sektion St. Gallen durch ein trigonometrisches Signal ersetzt, das neun Jahre später einem Windmesserhäuschen weichen musste.

### Wetterstation
Der internationale Meteorologen-Kongress von Rom 1879 erklärte es als notwendig, auf geeigneten, möglichst frei zugänglichen Bergspitzen Wetterstationen zu errichten. Diesem Wunsch wurde von Schweizer Seite durch die Errichtung der Säntis-Station entsprochen. Die vorgelagerte Position nördlich des Alpenhauptkamms erwies sich als besonders günstig. Eine besondere Herausforderung war das Erstellen der hierzu notwendigen Telegrafenleitung. Die Wetterstation wurde am 1. September 1882 in Betrieb genommen. Die Apparate hatte man im Gasthaus eingerichtet, wo sich die Unterkunft des Wetterwarts befand. Am 3. Oktober 1887 wurde die in massiver Bauweise erstellte Wetterwarte nahe dem Gipfel eingeweiht. Auf den Gipfel führte ein unterirdisch angelegter, in den Felsen gesprengter Gang. Dies ermöglichte eine ungefährliche Beobachtungstätigkeit.

### Säntisprozess
Anlass zum erneuten Streit um die Grenzziehung am Säntis gab 1876 eine bundesrätliche Verordnung über die Bannbezirke für die Hochwildjagd. Die Ausserrhoder Regierung bestand 1882 beim Bau der meteorologischen Station auf ihren territorialen Ansprüchen. Auch die zwei vom Eidgenössischen topographischen Bureau 1885 erstellten Entwürfe fanden keine Zustimmung. Bei einer Begehung konnten dann aber die St. Galler Vertreter mit ihrer orographischen Argumentation überzeugen. Darauf ergriffen Alt-Statthalter Johann Martin Meyer aus Herisau und Nationalrat Johann Konrad Sonderegger aus Heiden die Initiative; und eine kantonsrätliche Kommission zur Weiterbehandlung der Angelegenheit wurde eingesetzt, die die Angelegenheit vor das Bundesgericht brachte. Dem Kanton Ausserrhoden gelang es anhand alter Karten, das Gericht von der Bedeutung des Säntis als Dreiländerstein zu überzeugen. Am 11. Dezember 1895 entschied das Bundesgericht für den Ausserrhoder Anteil am Berg.

### Säntismord
Am 21. Februar 1922 wurden zwischen 13 Uhr und 14 Uhr Wetterwart Heinrich Haas (1886–1922) und seine Ehefrau Maria Magdalena geborene Räss (1891–1922) durch Schüsse aus einer Pistole, vermutlich eine FN Browning Modell 1900 eventuell 1911, meuchlings getötet. Im Ausbleiben weiterer Wettermeldungen vermutete man zunächst einen Defekt an der telegrafischen Leitung, woraufhin Säntisträger Josef Anton Rusch (1866–1937) mit dessen Behebung beauftragt wurde. Wegen des schlechten Wetters konnte erst am 25. Februar auf Meglisalp die letzte vermutete Bruchstelle eingesehen werden. Als man diese ebenfalls unversehrt antraf, stieg Rusch zusammen mit seinem Sohn Andreas Anton (1896–1937) und Meglisalpwirt Johann Josef Dörig (1881–1968) auf den Säntis. Dort fanden sie in der Wetterwarte die Leiche von Frau Haas und unweit vom Gipfel gegen das Toggenburg diejenige von deren Ehemann. Als Täter kommt nur der mit ihnen bekannt gewesene und seit dem 16. Februar sich bei ihnen aufhaltende Konkursit Gregor Kreuzpointner (1892–1922) in Frage. Aus den Akten geht hervor, dass dieser – zwecks Bezahlung seiner Schulden und käuflicher Übernahme eines Geschäfts von einem arbeitsmüden Schuhmacher, mittels diesem er weiterhin seine kostspieligen Unternehmungen in die Berge finanzieren, in diesem sein eigener Herr und Meister sein konnte – bei Wetterwart Haas finanzielle Hilfe suchte und dieser seine letzte Hoffnung war. Es ist anzunehmen, dass er sein Ziel nicht erreichte und es deswegen zu einem Streit kam, im Verlaufe dessen alte Wunden aufbrachen. So dürfte er Haas für seine missliche Lage verantwortlich gemacht haben, weil dieser statt ihm, obwohl aussichtslos, zum Wetterwart gewählt worden war. Eine wieder zum Vorschein gekommene tiefe Enttäuschung muss in Verbindung von Wut und Hass bei einer finanziell wie sozial gescheiterten Person wie Kreuzpointner so zerstörerisch gewirkt haben, dass wohl bei diesem die Sicherung durchbrannte und es zu einer verhängnisvollen Fehlentscheidung kam. Immer mehr in die Enge getrieben, sah der mutmassliche Mörder keine andere Möglichkeit, als sich am 4. März in einer Alphütte unterhalb des Säntis, im Oberen Aueli, das Leben zu nehmen.
Der Säntismord liegt dem Spielfilm Der Berg von Markus Imhoof zugrunde. Zum Film wurde ein Drama geschrieben, das sich überall auf dieser Welt in der Abgeschiedenheit eines Bergs abspielen könnte. Zwar wurden für dessen Ausgangslage reale Begebenheiten zu den Morden auf dem Säntis gewählt, doch der Schluss ist ein ganz anderer: Eine Hauptfigur des mit Eifersuchtsszenen bereicherten Films heisst Gregor Kreuzpointner und wird am Ende vom Wetterwart erschossen. Dies sorgte für Verwirrung und Ärger, vor allem im Land unter dem Säntis. Hinzu kommt, dass vor allem in Medien suggeriert wurde, dass sich das Drama auf dem Säntis tatsächlich so abgespielt hat, wie es im Film dargestellt wird.
Christoph Nix schrieb das Libretto zur Oper Mord auf dem Säntis. Die Uraufführung fand am 4. Juni 2011 in der Panoramahalle der Bergstation statt. Die Musik für diese Kammeroper, ein Auftragswerk des Theaters Konstanz in Kooperation mit der Südwestdeutschen Philharmonie Konstanz, schrieben der deutsche Zwölftonmusiker Friedrich Schenker und der Schweizer Volksmusiker Noldi Alder aus Urnäsch. Obwohl Nix, ein ehemaliger Strafverteidiger und Professor für Strafrecht, noch unter Verschluss gehaltene Untersuchungsakten einsehen durfte, wurde damals zu den Hintergründen des Dramas im Musiktheater nicht mehr Licht ins Dunkel gebracht.

## Aufstiege

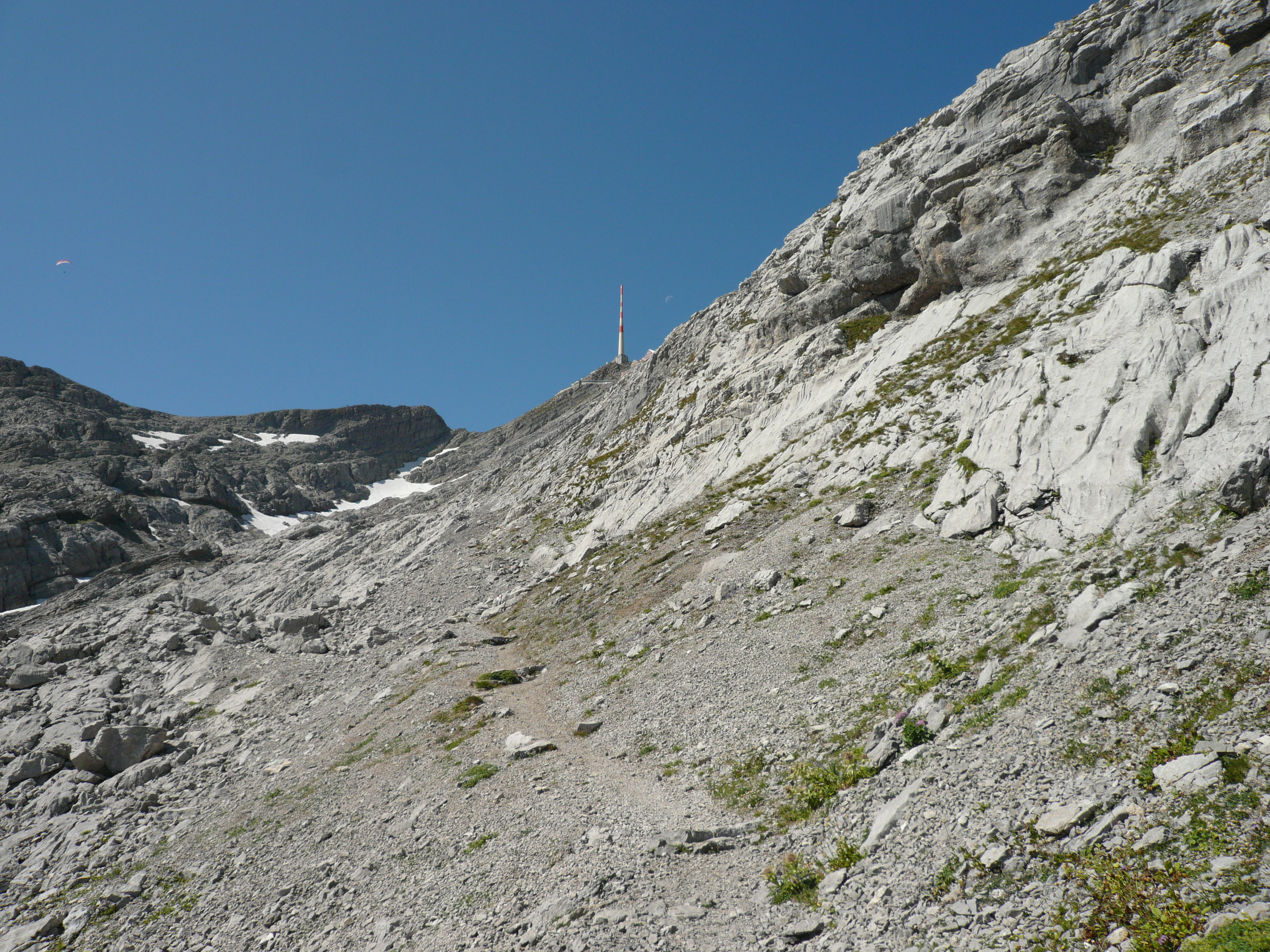
Das letzte Stück von der Wagenlücke zum Säntisgipfel

Es gibt mehrere bekannte und gut markierte Aufstiege zum Säntisgipfel, darunter:
- Schwägalp (Postauto) – Säntis (ca. 3,5 Stunden)
- Wasserauen (Bahnhof) – Seealpsee – Mesmer – Wagenlücke – Säntis (ca. 5 Stunden)
- Wasserauen – Meglisalp – Wagenlücke – Säntis (ca. 5 Stunden)
- Wasserauen – Meglisalp – Rotsteinpass – Lisengrat – Säntis (ca. 5 Stunden)
- Unterwasser – (Laui) – (Thurwis) – (Tierwis) – Säntis (ca. 5 Stunden)

Die Monate August und September sind am besten geeignet, da die Wege nur dann weitgehend schneefrei sind.

## Wirtschaftliche Bedeutung

### Luftseilbahn Schwägalp–Säntis

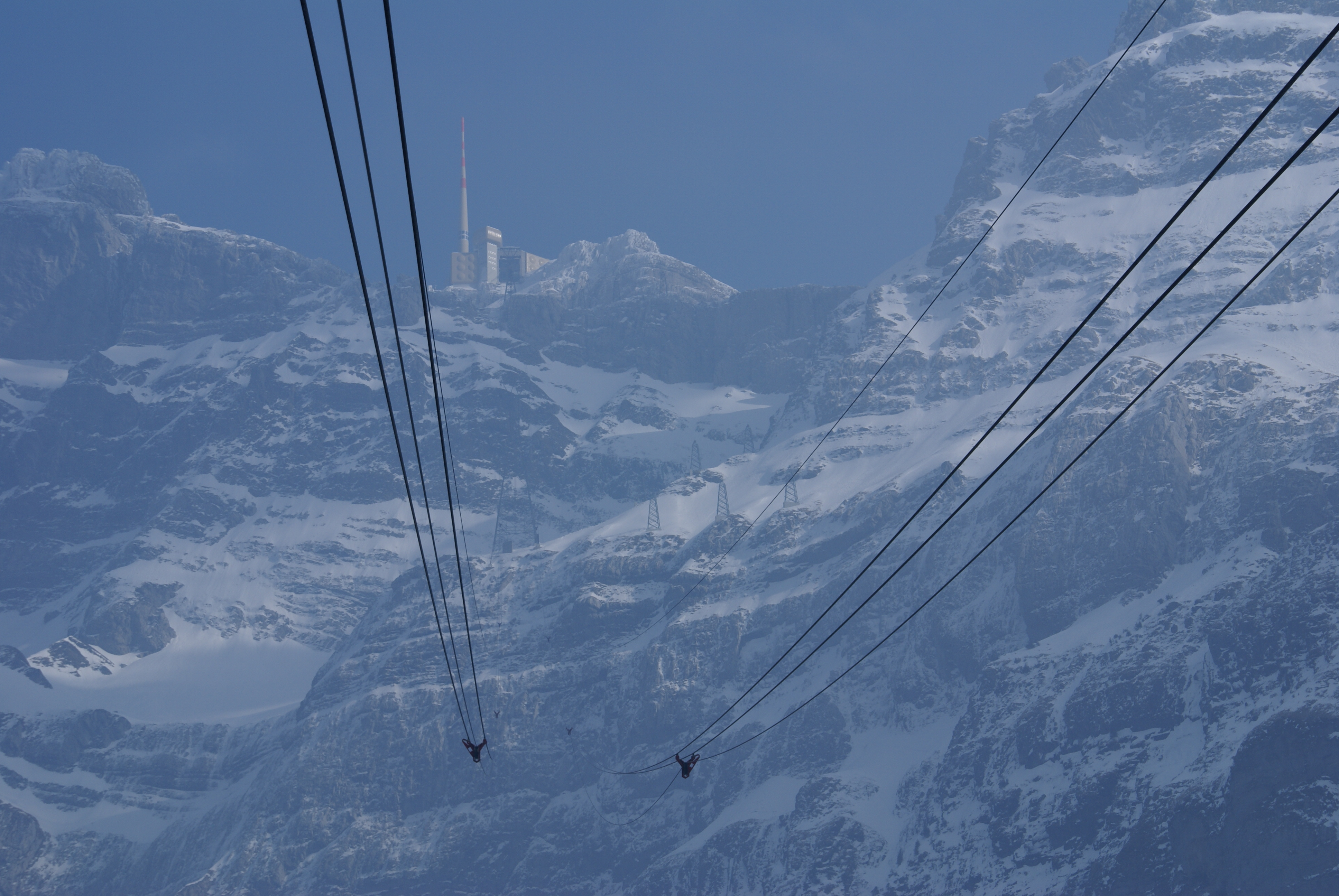
Luftseilbahn Schwägalp – Säntis

Die erste Luftseilbahn von der Schwägalp auf den Säntis wurde 1933 bis 1935 erstellt. Zuvor waren mehrere Projekte gescheitert, den Säntis von Wasserauen oder Unterwasser aus mit einer Zahnradbahn zu erschliessen (siehe Säntis-Bahn).
1960 wurden die Kabinen der Seilbahn durch grössere ersetzt. Zwischen 1968 und 1976 wurde die Seilbahn auf den Säntis komplett neu gebaut. Im Jahr 2000 wurden neue Kabinen angeschafft. Die Luftseilbahn Schwägalp–Säntis gehört zu den bestfrequentierten Bergbahnen der Schweiz. Sie hat eine Länge von 2307 m und überwindet den Höhenunterschied von 1123 m in zehn Minuten Fahrzeit.

### Sendeanlage

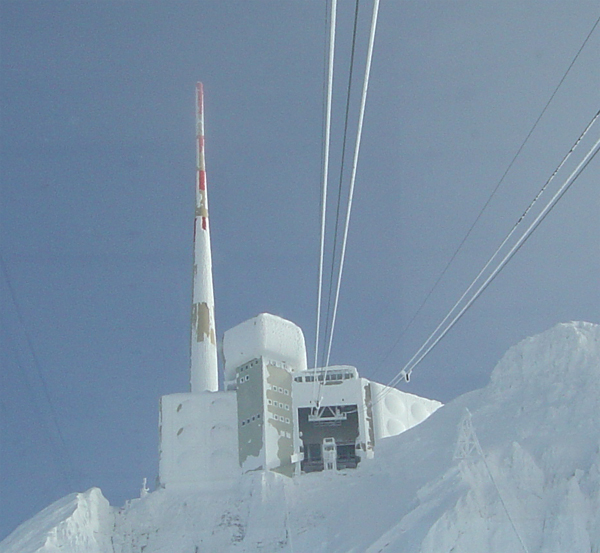
Sendeanlagen auf dem Säntis

Auf dem Gipfel des Säntis steht der Sender Säntis, ein Grundnetzsender der Swisscom mit einem 123 Meter hohen Sendeturm.

## Verschiedenes

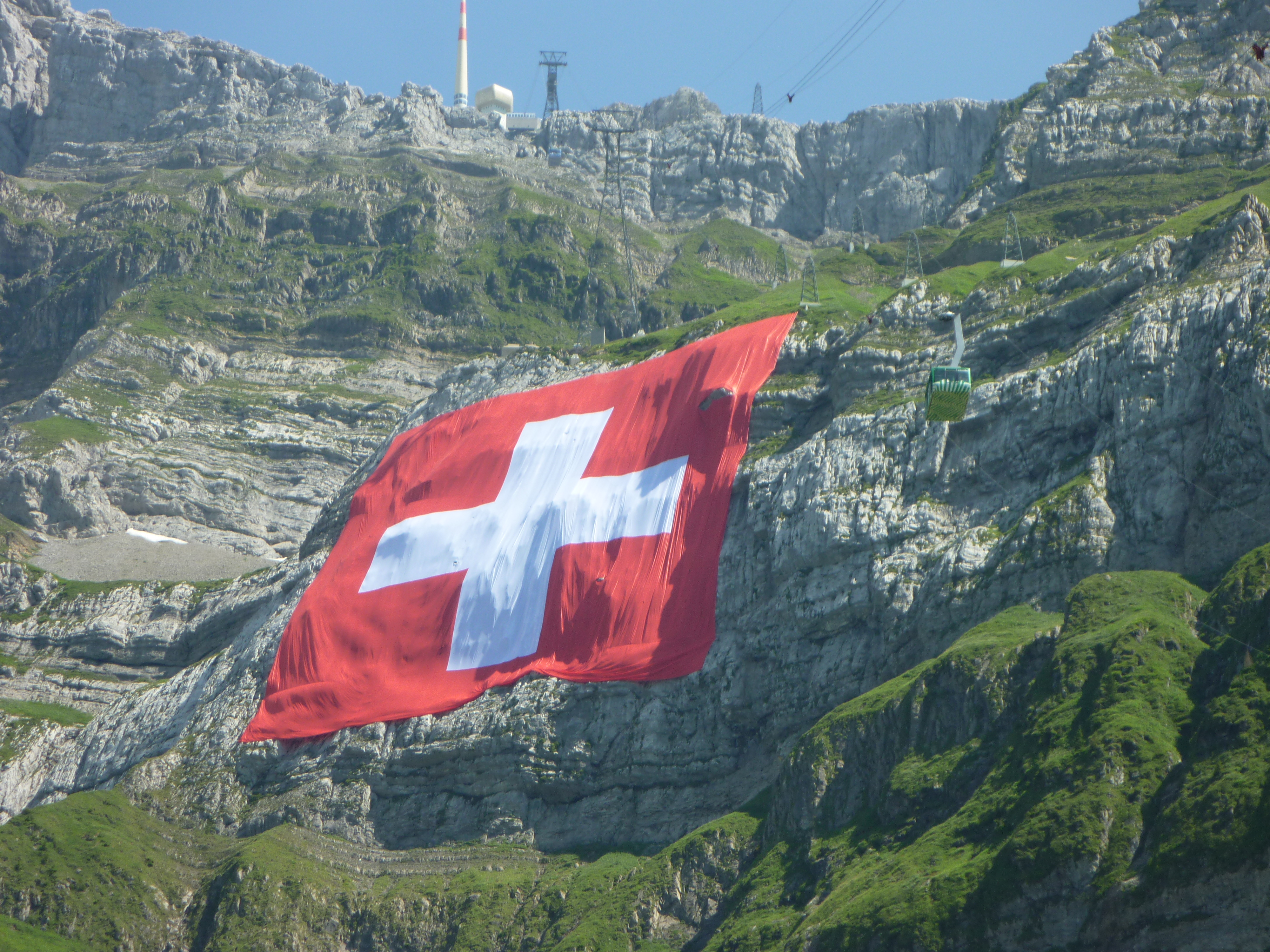
Schweizerfahne am Säntis im Juli/August 2009

- Anlässlich des Weltwirtschaftsforums in Davos besuchte die US-amerikanische First Lady Hillary Clinton am Nachmittag des 2. Februar 1998 den Gipfel.[32]
- Vom 31. Juli bis zum 2. August 2009 war am Säntis die bis dato weltgrösste Schweizerfahne zu Ehren des Schweizer Nationalfeiertags zu sehen. Die quadratische Nationalflagge hatte eine Seitenlänge von jeweils 120 Metern und wog 1,2 Tonnen. Die Fahne zerriss am 2. August 2009 durch starke Windböen.[33][34] Im Sommer 2015 (ab dem 31. Juli) war am Säntis wieder die weltgrösste Schweizerfahne zu sehen, sie misst 80 mal 80 Meter und ist 700 kg schwer.[35] Auch in den Jahren 2016, 2017, 2018, 2019,[36] 2020,[37] 2022[38] und 2024[39] wurde eine solche Fahne angebracht, wobei sie in den Jahren 2016, 2017 und 2018 durch Unwetter zerstört wurde.[40] In den Jahren 2021,[41] 2023[42] und 2025[43] wurde die Fahne witterungsbedingt nicht ausgerollt oder gar nicht aufgehängt.
- Im Februar 2011 erklomm ein 12 Tonnen schwerer Schreitbagger den Gipfel.[44]

## Rezeption
Über die Zeit steht der Säntis im Zentrum einiger Ansichten und Darstellungen:

Der Gletscher auf dem Hohen-Säntis, 1760, Radierung, Gabriel Walser, Adrian Zingg
Säntisprofile, Süd-West, 1922, Reprofotografie von Glasdiapositiv, ETH Zürich, Bibliothek
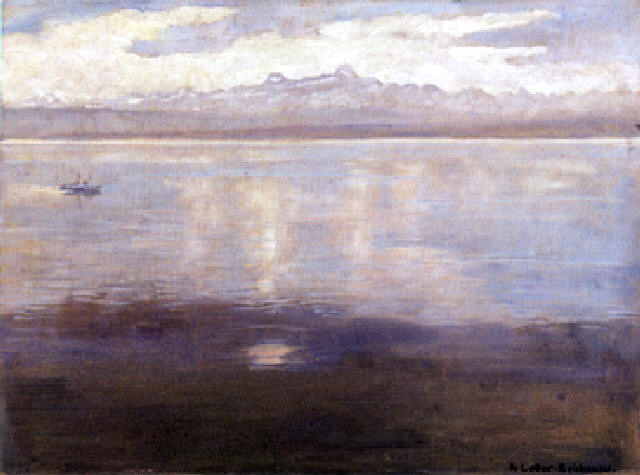
Heinrich Lotter, Säntis II, vor 1941, Öl auf Malkarton
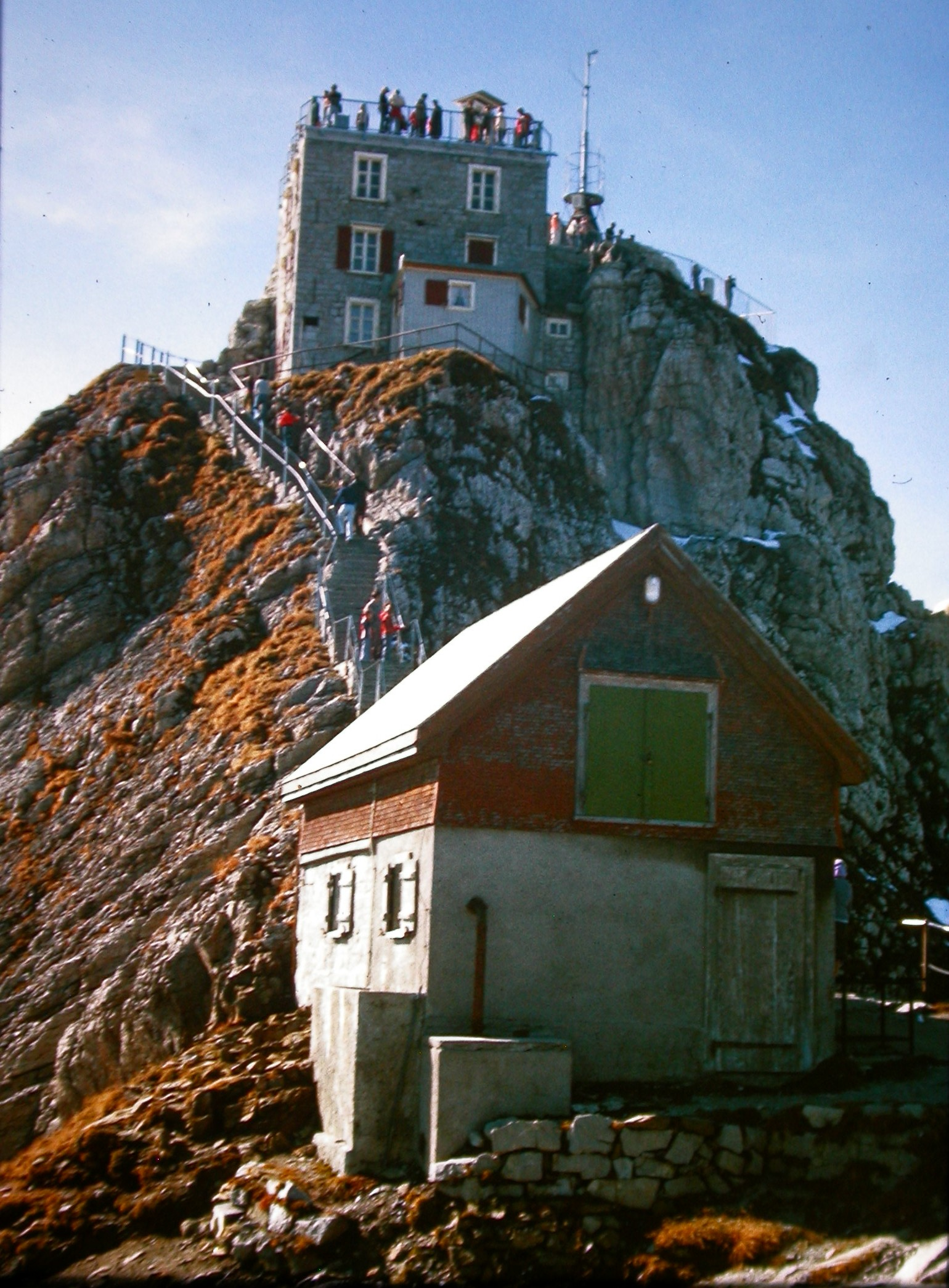
Berghaus, Oktober 1976
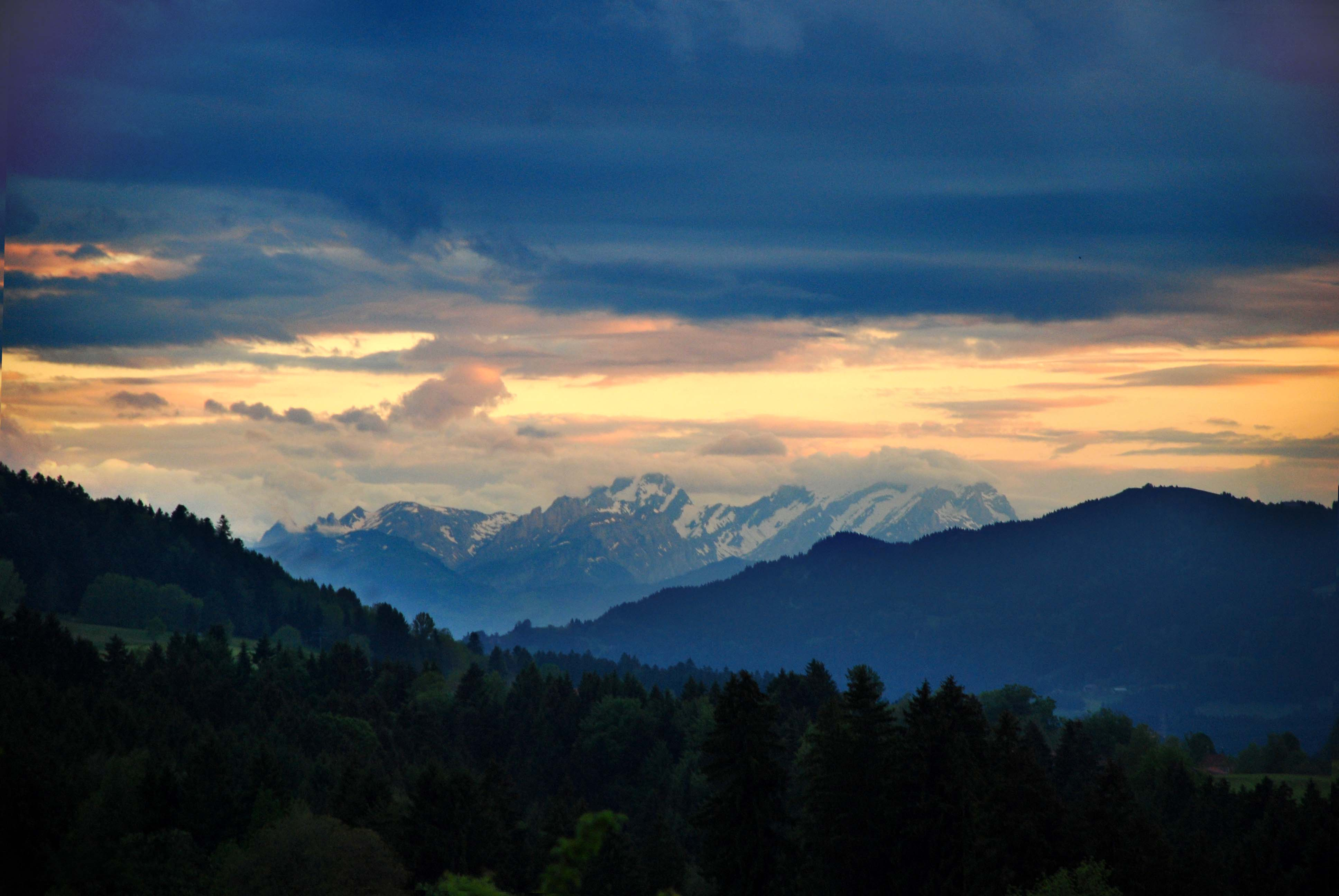
Wolkenverhangen, Juni 2010
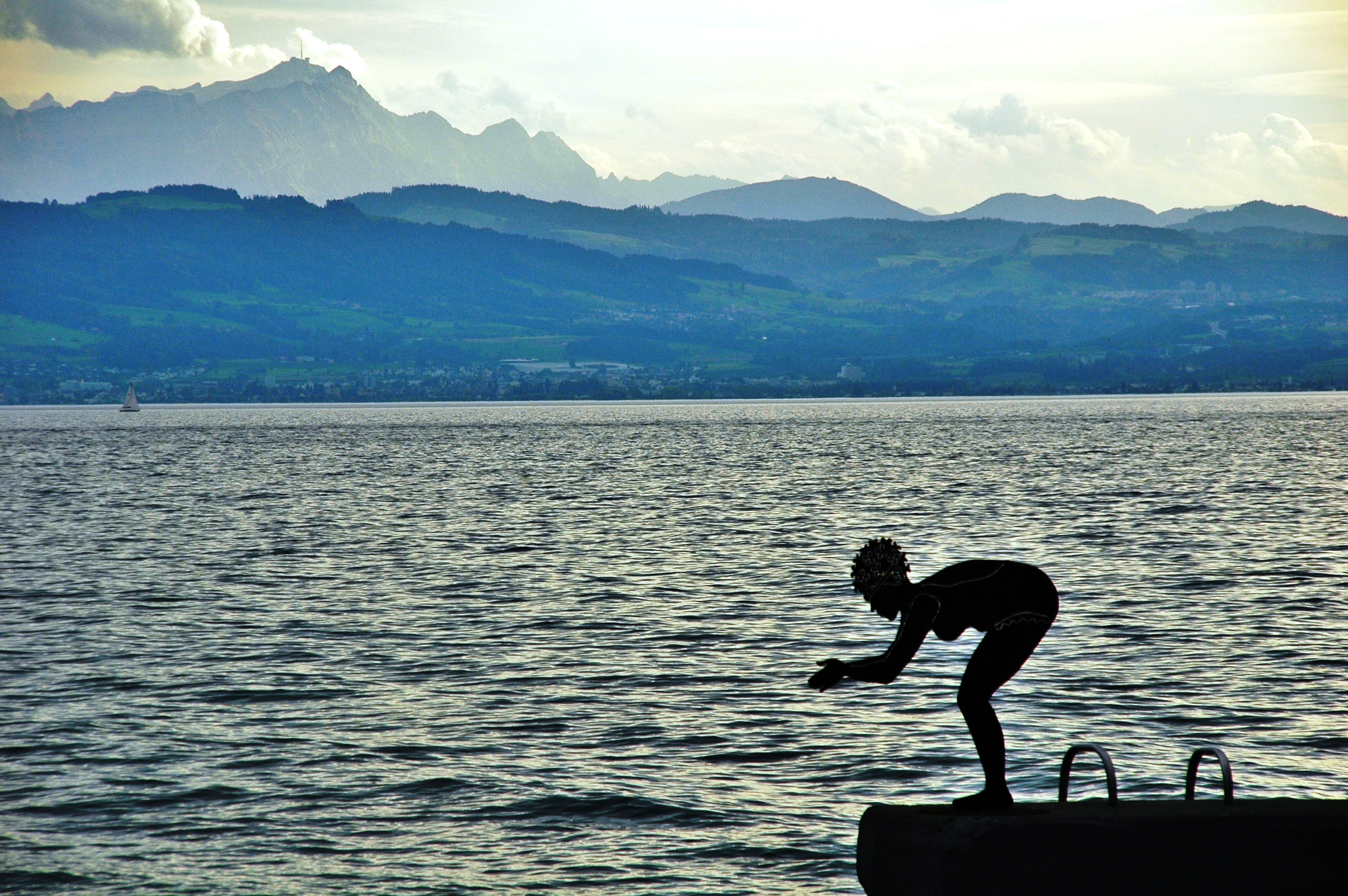
Blick vom deutschen Bodenseeufer (Obersee), Oktober 2012
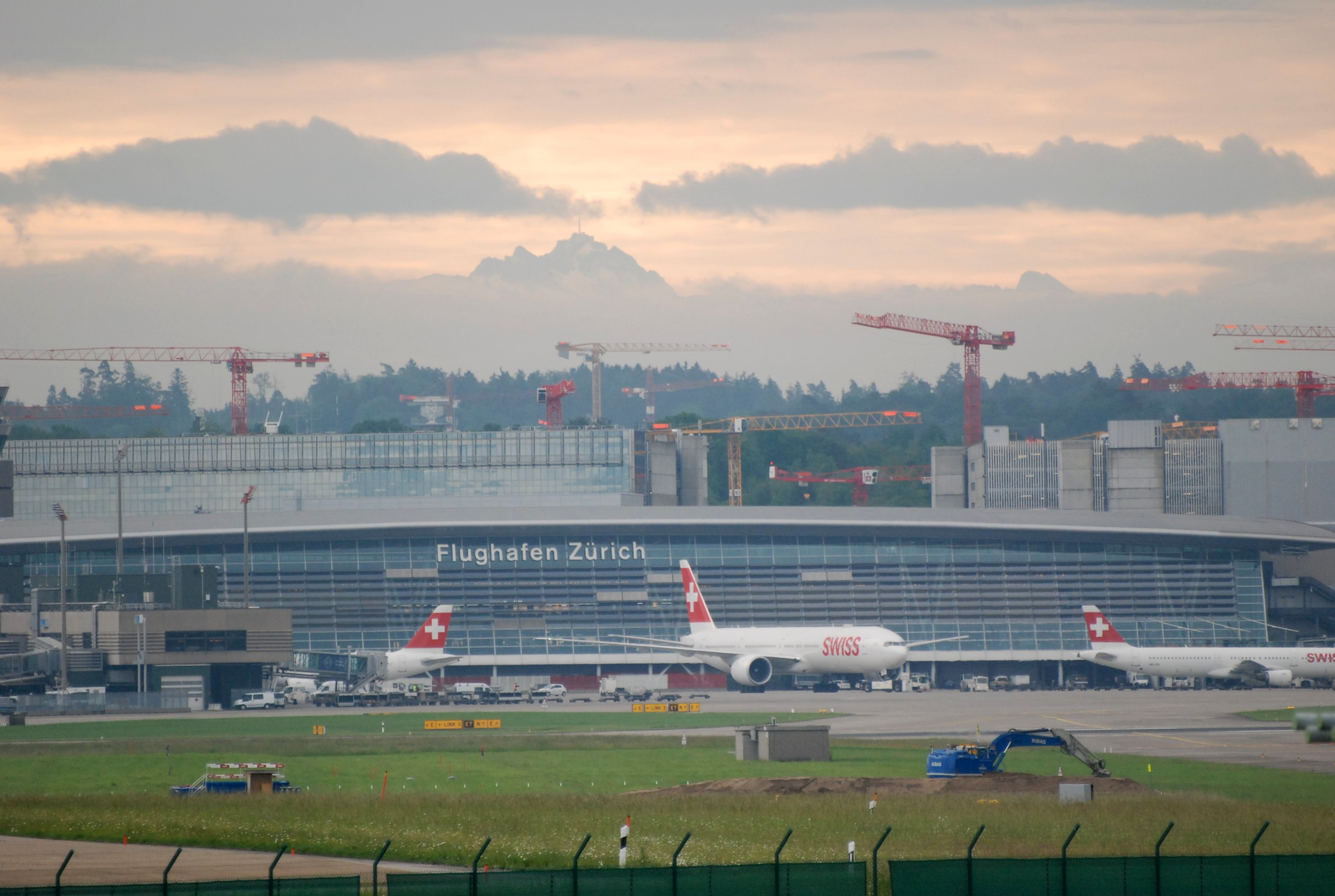
Über Flughafen Zürich Airside Center von Rümlang her, Mai 2018
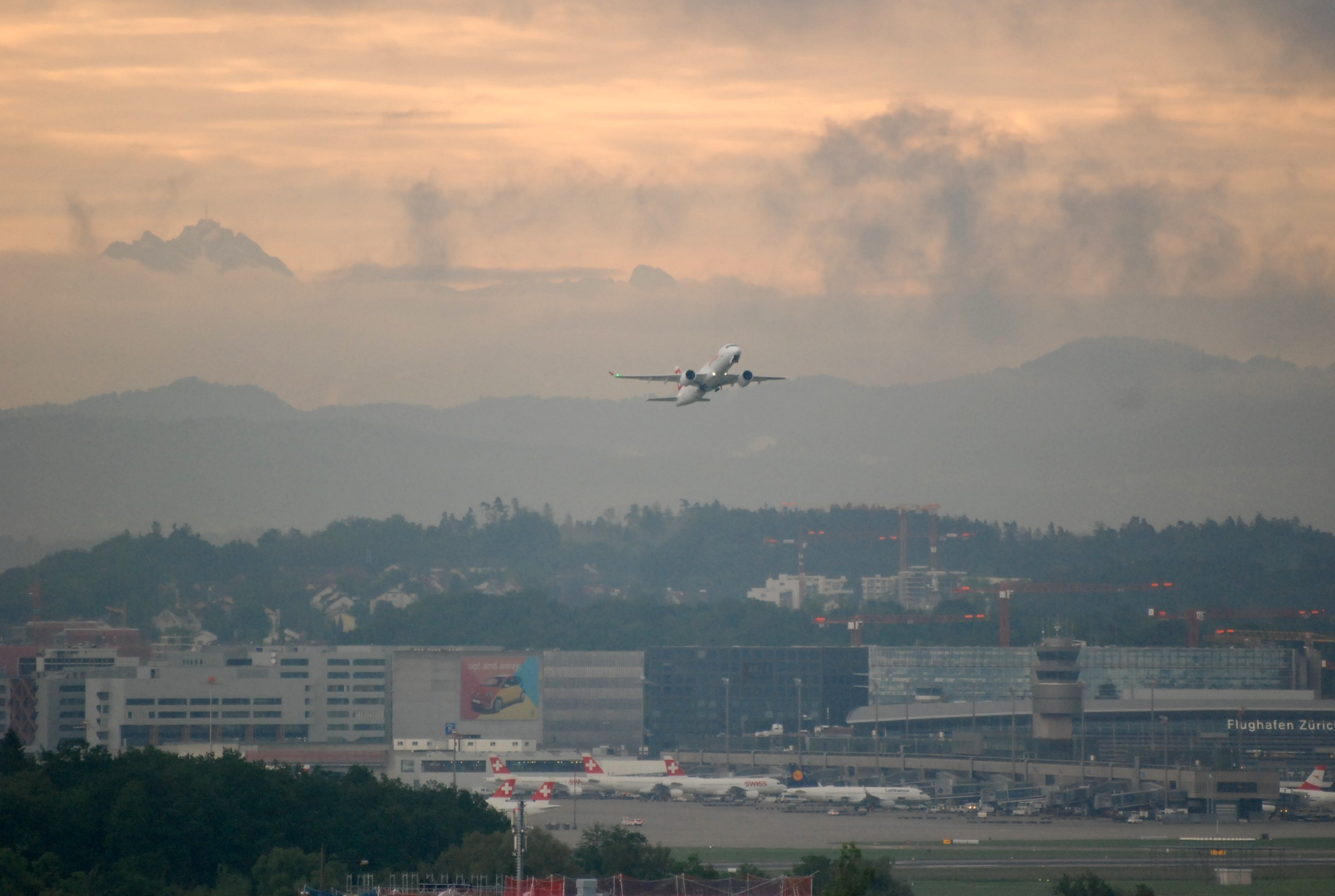
Hinter startendem Flugzeug, Mai 2018
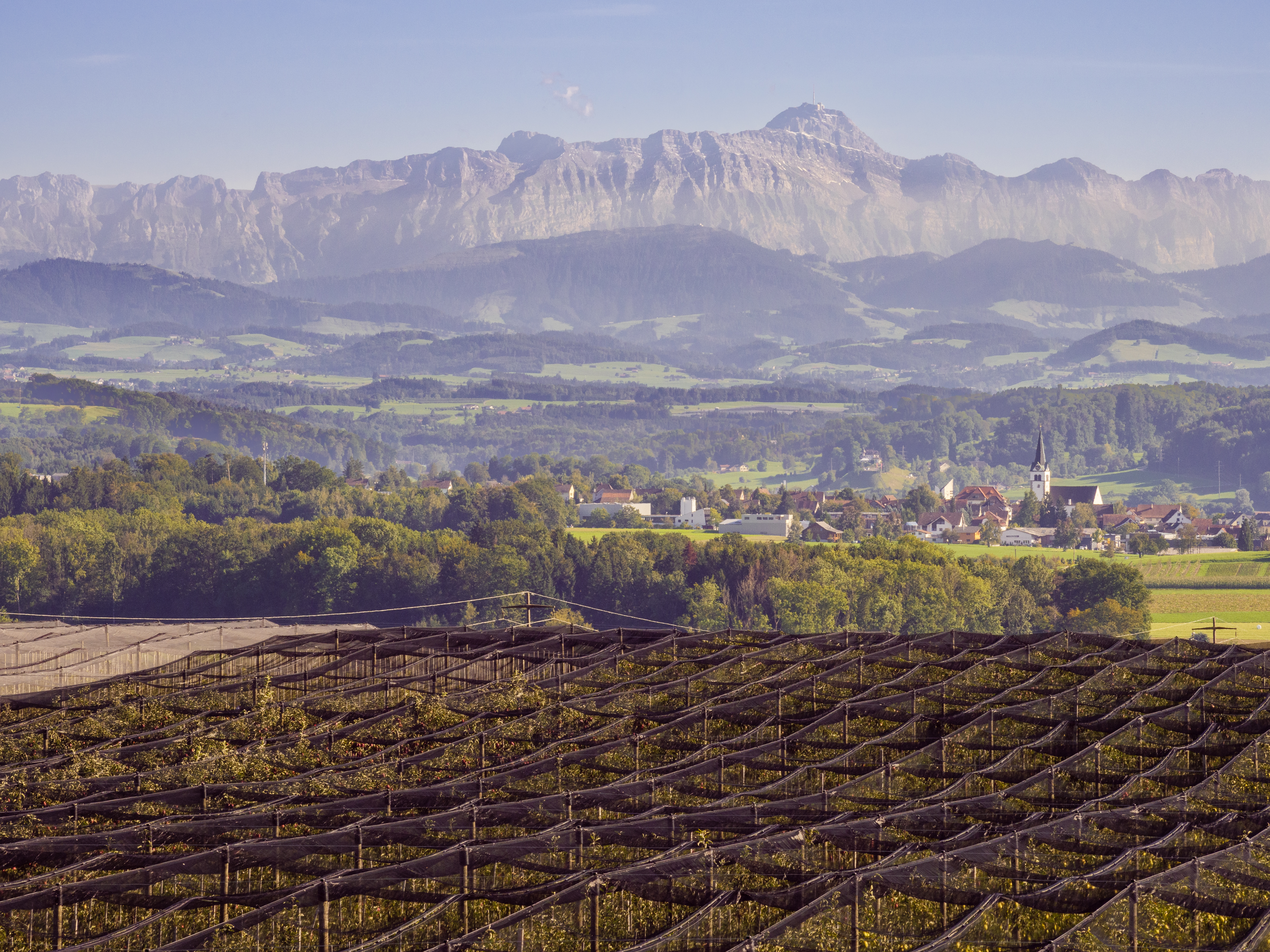
Blick über das Thurtal, September 2019
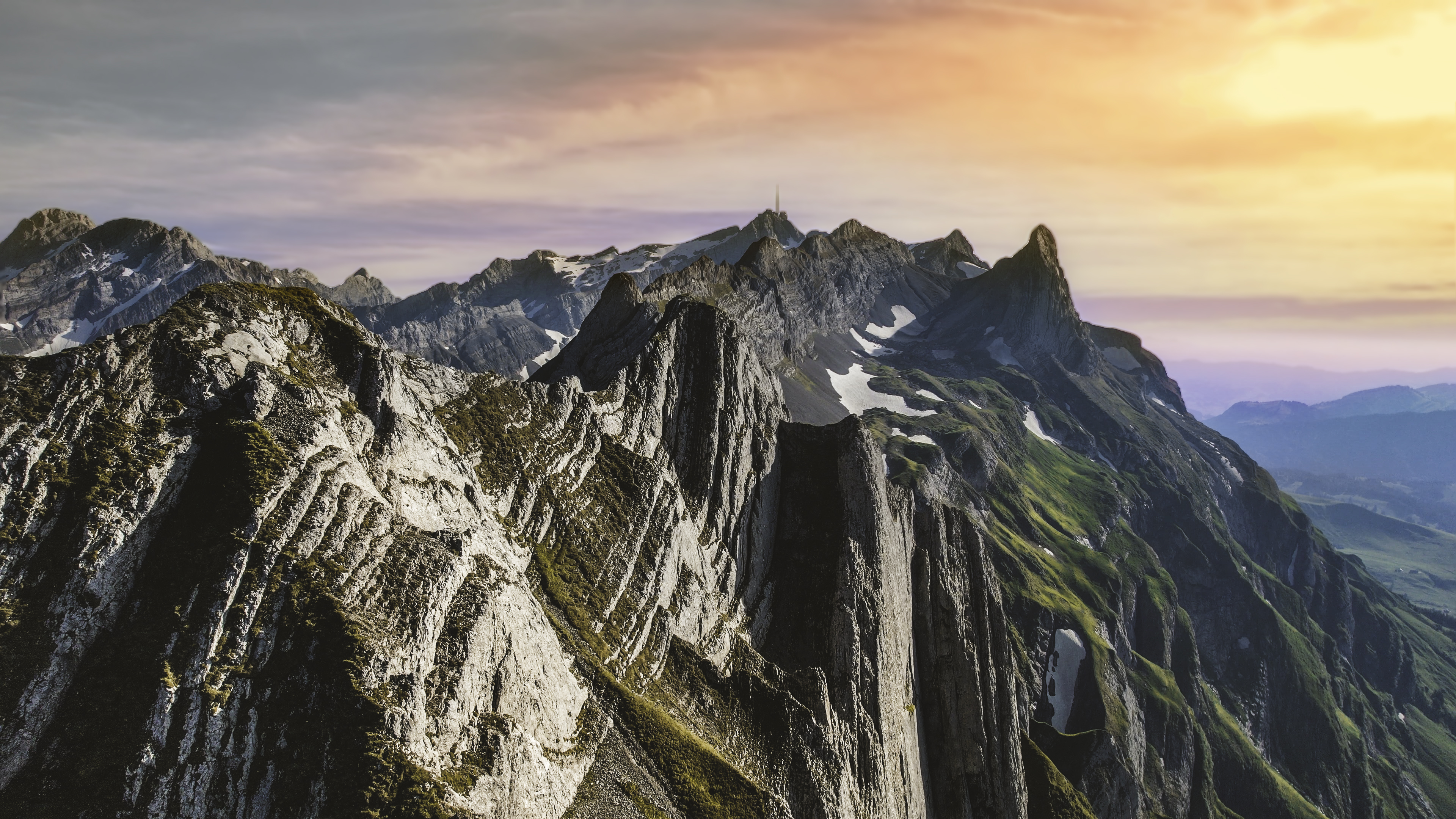
Ansicht vom Schäfler, Juni 2022

Der Berg war auch Namenspatron von zwei Schiffen auf dem Bodensee, eines wurde 1892 getauft und eines 1956.